# 犬飼和雄
犬飼 和雄（いぬかい かずお、1930年9月25日 -2024年1月1日）は、日本の英文学者、翻訳家。法政大学名誉教授。

## 略歴
山梨県出身。東京大学大学院英文学専攻修士課程修了、高校教師をしながら小説を書き、1968年「緋魚」で文学界新人賞受賞。その後法政大学第一教養部助教授、社会学部教授。
古代史研究にのめり込み、「日本古代史の漢字が書かれた資料を読み解くためには、古代中国語の知識が必要」と実感。1989年、中国・四川省に渡り、四川大学の客員教授として研究に打ち込んだ。1996年定年退任後、中国文化研究所を作り所長を務める。
翻訳のほか、児童文学や、古代研究の著作がある。金原瑞人、赤木かん子の師匠。
2024年1月1日死去。93歳没。

## 著書
- 『さいごのサケ』（学習研究社） 1972
- 『でいらぼっちの松』（ぬぷん児童図書出版） 1984.8
- 『記紀に見る甲斐酒折王朝 私の古代史』（レターボックス社） 1993.1
- 『赤烏鳴考 古代甲斐国論考』（山形昭彦） 2004.11

## 翻訳
- 『銀の国からの物語』（チャールズ・J・フィンガー、学習研究社） 1970
- 『文学と直感』（フィリップ・ラーヴ、研究社出版、研究社叢書） 1972
- 『ナバホの歌』（スコット・オデール、岩波書店、岩波少年少女の本） 1974）
- 『モヒカン族の最後』（ジェームズ・フェニモア・クーパー、学習研究社） 1974、のちハヤカワ文庫
- 『黒いランプ』（ピーター・カーター、ぬぷん児童図書出版） 1979.4
- 『鷹は昼狩りをしない』（スコット・オデール、ぬぷん児童図書出版） 1980
- 『青いひれ』（コリン・シール、ぬぷん児童図書出版、心の児童文学館シリーズ） 1981.11
- 『反どれい船』（ピーター・カーター、ぬぷん児童図書出版） 1983.9
- 『運命の子供たち』（ピーター・カーター、ぬぷん児童図書出版） 1985.10
- 『草原に雨は降る』（シェイラ・ゴードン（英語版）、ぬぷん児童図書出版、心の児童文学館シリーズ） 1989.6

### エリック・C・ホガード
- 『小さな魚』（エリック・C・ホガード（英語版）、冨山房） 1969
- 『バイキングのハーコン』（エリック・C・ホガード、冨山房） 1970
- 『さいごのとりでマサダ』（エリック・C・ホガード、冨山房） 1971
- 『どれい少女ヘルガ』（エリック・C・ホガード、冨山房） 1972
- 『心にひめた物語』（エリック・C・ホガード、冨山房） 1973
- 『風のみなしご』（エリック・C・ホガード、冨山房） 1975
- 『議会への使者』（エリック・C・ホガード、冨山房） 1980.5